# (3007) Reaves
(3007) Reaves (1979 UC) – planetoida z pasa głównego asteroid okrążająca Słońce w ciągu 3,65 lat w średniej odległości 2,37 j.a. Odkryta 17 października 1979 roku.